# Gerd Krall
Gerd Krall (* 20. Dezember 1945 in Heilbronn; † 27. September 2004) war ein deutscher Sportjournalist.

## Leben
Krall, der beim VfR Heilbronn Fußball spielte, war ab 1968 für die Hamburger Morgenpost tätig und berichtete für die Zeitung unter anderem über den Hamburger SV. Er stieg bei der Morgenpost zum Leiter der Sportredaktion auf. Später war er in derselben Funktion beim Hörfunksender NDR 90,3 tätig.
Während seiner Laufbahn als Journalist berichtete Krall von den Olympischen Winterspielen 1980 in Lake Placid und von den Sommerspielen 1988 in Seoul sowie 1996 in Atlanta. Er war ebenfalls als Berichterstatter bei den Fußballweltmeisterschaften 1966, 1970, 1974, 1978 und 1998 zugegen.
Krall wurde 1986 2. Vorsitzender des Vereins Altona 93 und war zeitweise Herausgeber der Stadionzeitung.
Im Januar 2000 wechselte Krall zum Hamburger SV und trat bei dem Fußball-Bundesligisten das Amt des Pressesprechers an, welches er bis 2003 ausübte. Anschließend beriet er den HSV-Vorstand in Fragen der Öffentlichkeitsarbeit.
Krall veröffentlichte 1980 das Buch „HSV. Wege zum Erfolg“ und 1992 „HSV. Eine hanseatische Institution“, in späteren Jahren Jahrbücher des Hamburger SV und 2004 gemeinsam mit Hermann Rieger das Werk „In Hamburg sagt man Tschüss!“